# Distrito de Leoben
Leoben es un distrito del estado de Estiria (Austria).

## División administrativa
El distrito de Leoben se divide en 19 municipios.

### Municipios (población año 2018)
- Eisenerz 4048
- Kalwang 988
- Kammern im Liesingtal 1600
- Kraubath an der Mur 1283
- Leoben 24 645
- Mautern in Steiermark 1766
- Niklasdorf 2515
- Proleb 1534
- Radmer 559
- Sankt Michael in Obersteiermark 3060
- Sankt Peter-Freienstein 2383
- Sankt Stefan ob Leoben 1930
- Traboch 1384
- Trofaiach 11 125
- Vordernberg 1045
- Wald am Schoberpaß 586

Barrios, aldeas y otras subdivisiones del municipio se indican con letras pequeñas.
- Eisenerz
- Gai
  - Edling, Gausendorf, Gimplach, Gößgraben, Kurzheim, Oberdorf, Putzenberg, Schardorf, Töllach, Untergimplach, Unterkurzheim, Windischbühel
- Hafning bei Trofaiach
  - Hafning bei Trofaiach, Krumpen, Laintal, Rötz, Treffning
- Hieflau
  - Jassingau
- Kalwang
  - Pisching, Schattenberg, Sonnberg
- Kammern im Liesingtal
  - Dirnsdorf, Glarsdorf, Leims, Liesing, Mochl, Mötschendorf, Pfaffendorf, Seiz, Sparsbach, Wolfgruben
- Kraubath an der Mur
  - Kraubathgraben, Leising
- Leoben
  - Donawitz, Göß, Hinterberg, Judendorf, Leitendorf, Seegraben
- Mautern in Steiermark
  - Eselberg, Liesingau, Magdwiesen, Rannach, Reitingau
- Niklasdorf
- Proleb
  - Kletschach, Köllach, Prentgraben
- Radmer
  - Radmer an der Hasel, Radmer an der Stube
- Sankt Michael in Obersteiermark
  - Brunn, Greith, Hinterlainsach, Jassing, Liesingtal, Vorderlainsach
- Sankt Peter-Freienstein
  - Hessenberg, Tollinggraben, Traidersberg
- Sankt Stefan ob Leoben
  - Kaisersberg, Lichtensteinerberg, Lobming, Niederdorf, Zmöllach
- Traboch
  - Madstein, Stadlhof, Timmersdorf
- Trofaiach
- Vordernberg
- Wald am Schoberpaß
  - Liesing, Melling